# Gaanderhei
De Gaanderhei, (in het verleden Gaanderheide genoemd) is een buurtschap ten oosten van het dorp Gaanderen in de gemeente Doetinchem in de Nederlandse provincie Gelderland. Het is een gebied met een geleidelijke overgang van een voornamelijk agrarisch landschap naar de dichte bebouwing van Gaanderen.
Het landschap wordt gekenmerkt door dekzandreliëf met dekzandruggen en -kopjes. Een groot deel van de Gaanderhei is een heideontginningengebied dat in de jaren 20 van de twintigste eeuw is ontgonnen. De wegen zijn hier recht en hebben een vanuit Gaanderen stervormig uitwaaierende structuur. Het is een gebied met een gemengd grondgebruik van akkers en weiden.
Langs de rand van het dorp Gaanderen treffen we een kampenlandschap aan met verspreide oudere boerderijen, slingerende wegen en een reliëf met steilranden en hoger gelegen eenmansessen (kampen). Ten oosten van het dorp vormen een aantal aaneengesloten kampen een grotere es met langs de rand een ringvormige wegenstructuur met boerderijen. Er is hier voornamelijk sprake van kleinschalige en hobbymatige agrarische (neven)activiteiten. Dit kleinschalig agrarische deel kent een vrij hoge dichtheid van steenuilen.
Aan de noordwestzijde stroomt de Bielheimerbeek en aan de noordzijde is de Gaanderse hei door de A18 gescheiden van landgoed De Slangenburg. In het zuidwesten grenst de Gaanderhei aan het Voorbroek, een kleinschalig gebied bij Terborg.
In het verleden bevond zich op of nabij de Gaanderhei een bos, het Hettelerbosch of Hettelder-bosch. In 1937 vond hier een grootschalige bosbrand plaats.
1. ↑  Alkmaarsche Courant | 5 augustus 1937 | pagina 5. Kranten Regionaal Archief Alkmaar. Gearchiveerd op 23 september 2022. Geraadpleegd op 23 september 2022.
2. ↑  De Graafschap-bode : nieuws- en advertentieblad voor stad- en ambt-Doetinchem, Hummelo en Keppel, Wehl, Zeddam, 's Heerenberg, Ulft, Gendringen, Sillevolde, Terborg, Varsseveld, Dinxperlo, Aalten, Breedevoorde, Lichtenvoorde, Groenlo, Neede, Eibergen, Bor. Graafschap-bode. Geraadpleegd op 23 september 2022.

Stad: Doetinchem      Dorpen: Gaanderen · Nieuw-Wehl · Wehl

Buurtschappen: Het Broek · Gaanderhei · Heidekant · Kleindorp · Langerak · Meerenbroek · Plantage · Wijnbergen · IJzevoorde

Voormalige gemeenten: Ambt Doetinchem · Wehl

Gelderland: Steden en dorpen in Gelderland      Nederland: Provincies · Gemeenten